# فابيان بالبوينا
فابيان كورنيليو بالبوينا غونزاليس (بالإسبانية: Fabián Cornelio Balbuena González)‏ مواليد	23 أغسطس 1991م هو لاعب كرة قدم من باراغواي ، مثل المنتخب الوطني باراغواي . شارك منتخب بلاده في كوبا أمريكا 2015 المقامة في تشيلي .

## روابط خارجية
- فابيان بالبوينا على موقع قاعدة بيانات كرة القدم.إي يو (الإنجليزية)
- فابيان بالبوينا على موقع ليكيب (الفرنسية)
- فابيان بالبوينا على موقع ناشيونال فوتبول تيمز (الإنجليزية)
- فابيان بالبوينا على موقع Soccerbase.com (لاعب) (الإنجليزية)
- فابيان بالبوينا على موقع Soccerway.com (الإنجليزية)
- فابيان بالبوينا على موقع عالم كرة القدم.نت (الإنجليزية)
- فابيان بالبوينا على موقع AS.com (الإسبانية)